# Mike Kilian

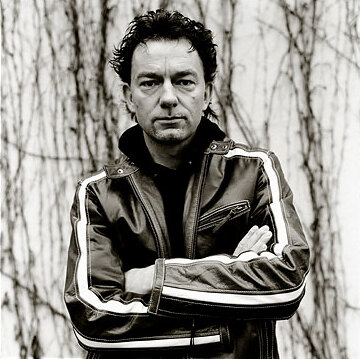
Mike Kilian, Berlin 2004

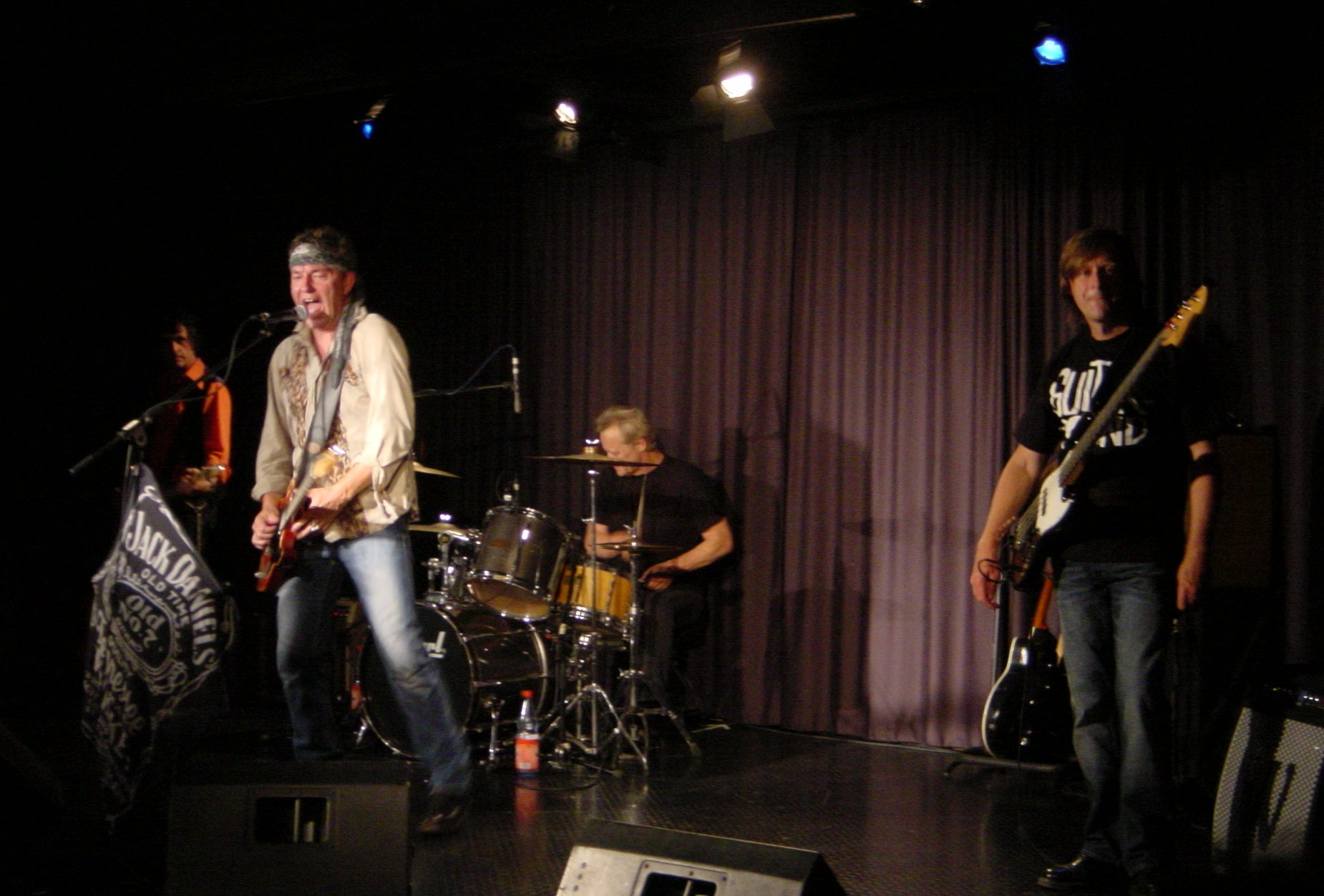
Mike Kilian (2. von links), Pirna 2012, Kleinkunstbühne

Mike Kilian (* 13. Juli 1961) ist ein deutscher Sänger, Komponist, Produzent und Texter.

## Leben
1979 gründete er die Band DEUS. 1981 stieg er bei Rockhaus ein und blieb der Band bis 1998 treu. 1986 war Kilian Mitglied der Gitarreros, einer Formation aus Musikern bekannter Bands der DDR anlässlich der Veranstaltung Rock für den Frieden.
Er ist Sänger und Gitarrist der Rolling-Stones-Coverband Starfucker, welche er 1998 gründete. 1994 war Kilian der Kopf des erfolgreichen Projektes Wagnerama, ein Album von Wagner-Stücken, welche im rockigen Stil adaptiert wurden. Somit ergaben sich zahlreiche Ausflüge in die klassische Musik. Edo Zanki coverte 2001 als Edo Zanki und Freunde zwei Titel von Kilian auf seiner CD.
2002 war Kilian Backgroundsänger bei der Tournee von Sabrina Setlur. Im September 2002 gründete er sein Label Killingkilian Records und es erschien seine erste Solo-CD Mike Kilian – immer anders. 2003 holte ihn Tobias Künzel von den Prinzen zusammen mit Christian Sorge und Dirk Posner (ehemals Amor & die Kids) in die Band Final Stap.
Seit 2005 ist Kilian wieder als Sänger mit Rockhaus auf Tour. 2019 nahm Mike Kilian am Projekt Ostrock meets Classic teil, wo er alte und neue Songs von Rockhaus mit Orchester präsentierte.
Kilian lebt in Berlin und ist verheiratet.

## Diskografie

### Alben
- 1994: MCA Music Wagnerama feat – Mike Kilian
- 2002: Immer anders
- 2004: Macht mich reich
- 2007: Mächtig verdächtig
- 2013: N8WACHE
- 2016: Wünsch mir Glück
- 2020: Alles gut

### Singles
- 1995: Ice Age, Stand up for your children, Stay by my Side (MCA)
- 1995: Stay by my Side, Ghost of Glory, No Way Out (MCA)